# Bruce Connolly
Bruce Connolly – australijski kierowca wyścigowy.

## Biografia
W 1982 roku wystartował samochodem Galloway w jednym wyścigu Australijskiej Formule Ford. Na koniec sezonu został sklasyfikowany na dziewiątym miejscu. Rok później wygrał dwa wyścigi i został mistrzem Australijskiej Formuły Ford. W 1984 roku zadebiutował Raltem RT4 w Australian Drivers' Championship. Zdobył wówczas trzy podia i został sklasyfikowany na czwartej pozycji. W 1985 roku zajął w mistrzostwach Australii dziewiąte miejsce.
Uczestniczył również w pokazach historycznych.